# 남이
남이(南怡: 1443년~1468년 11월 11일(음력 10월 27일))는 조선 시대 전기의 무관, 척신이다.
할아버지는 의산군(宜山君) 남휘(南暉)이고, 할머니는 태종과 원경왕후의 넷째 딸인 정선공주(貞善公主)이며, 부인은 좌의정 권람(權擥)의 딸이다. 본관은 의령이다. 무예에 능하였으며 세조의 총애를 받아 20대의 나이에 병조판서에 이르렀으나 해임당한 것에 불만을 품던 중 그가 지은 한시 한 수를 문제삼은 유자광(柳子光)과 한명회(韓明澮), 신숙주(申叔舟) 등의 공격을 받고 처형되었다.(남이의 옥) 순조 때인 1818년(순조 18년) 후손 우의정 남공철(南公轍) 등의 상소로 복권되었다. 시호는 충무(忠武)이다. 남구만은 그의 6대 재종손이다.

## 생애

### 초기
조선의 개국공신으로 영의정부사를 지낸 남재(南在)의 현손으로 의산군 남휘의 손자이다. 아버지는 군수 남빈(南份)이며, 어머니는 현감 홍여공(洪汝恭)의 딸이다. 후일 중종 때의 영의정을 지낸 남곤(南袞)은 그의 일족이다. 세조의 공신 권람의 딸과 결혼하였으나 부인 권씨는 요절했고, 권람도 일찍 죽었다. 재혼한 부인과 첩 2명이 더 있었으며, 재취 부인은 후일 그가 처형될 때 함께 처형되고 두 명의 첩은 남이의 옥사 직후 노비로 끌려갔다.
1460년(세조 6년) 무과(武科)에, 1466년(세조 12년)에 발영시(拔英試)에 급제했다.
1467년(세조 13년) 경기도 포천(抱川), 영평(永平) 등지의 길목에서 여행객과 상인들을 약탈하는 도적떼를 토벌했다.

### 이시애의 난과 여진족 토벌

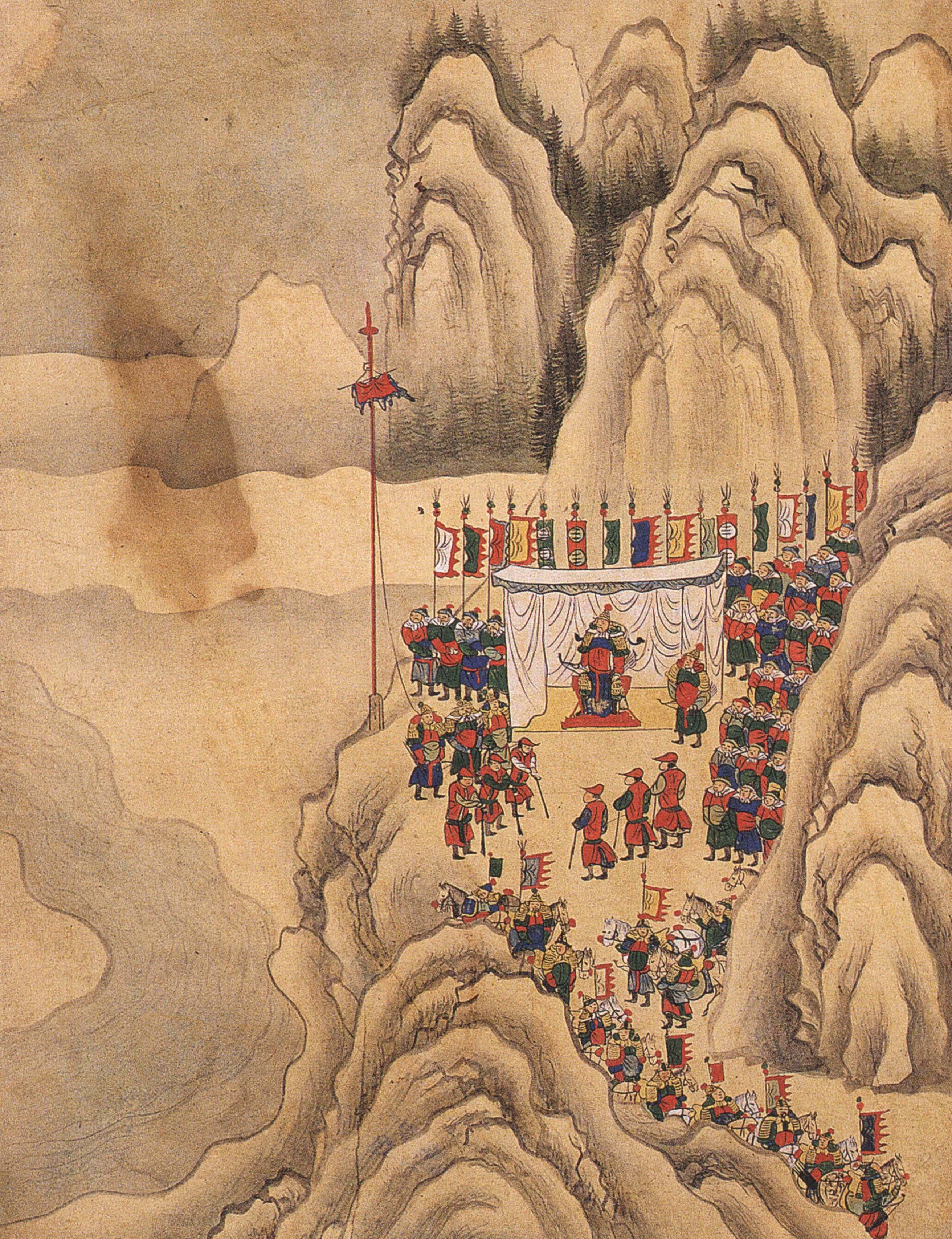
등림영회도(登臨詠懷圖)

1467년(세조 13년) 함경도 일대에서 이시애의 난이 일어났을 때 토벌대 대장이 되어 귀성군 준, 강순(康純), 어유소 등과 함께 토벌에 참여, 선봉으로 출정하였다. 그 뒤 출정 중 그의 훈공이 조정에 알려져 바로 당상관으로 승진하여 행 부호군(行副護軍)을 거쳐 행 호군이 되었다. 난이 평정된 뒤 적개공신(敵愾功臣) 1등관에 책록되고 의산군에 봉군되었다. 이어서 서북변에 출몰한 건주위(建州衛) 여진족을 정벌할 때에도 평안도선위사 윤필상의 지휘하에 우상대장이 되어 선봉으로 적진에 들어가 만포로부터 훈강(파저강)을 공격하여 여진족의 수괴 이만주 부자를 참살하고 되돌아왔다. 이러한 공로로 2등 군공에 책봉되었다.
그 뒤 공조판서를 거쳐 1468년(세조 14년)에는 오위도총부 도총관을 겸했으며, 그해 27세의 나이로 병조판서가 되었다. 그러나 세조가 죽자 한명회, 신숙주의 노골적인 견제를 받기 시작했다. 그해 남이의 승진과 세력 확장을 못마땅하게 여기며 견제하던 신숙주, 한명회 등이 이시애의 난 평정으로 등장한 신세력을 제거할 때 병조판서에서 해직되어 겸사복장(兼司僕將)으로 전임되었다.
한명회, 신숙주 등이 강희맹(姜希孟), 한계희(韓繼禧) 등의 훈구 대신들의 입을 통해 남이가 병조판서직을 수행할 능력이 없다고 비판하자, 예종은 그를 병조판서에서 해임하고 겸사복장직에 임명했다.

### 유자광과의 갈등
유자광은 서얼 출신이며 남이와 마찬가지로 이시애의 난에서 공을 세워 등용된 인물인데 모사에 능하고 계략에 뛰어난 인물이었다. 그런데 자신과 함께 공을 세운 남이가 세조의 사랑을 더 많이 받는 것을 시기하고 있다가 마침 남이가 병조에서 밀려나자 그를 완전히 제거해버릴 계획을 세웠다.

### 죽음
예종은 원래 남이를 좋아하지 않았다. 무예에 뛰어나고 성격이 강직할 뿐 아니라 아버지 세조의 사랑을 독차지하고 있던 그에 비하면, 예종은 정사 처리에도 능하지 않았으며 세조의 신뢰도 두텁지 않았다. 예종은 그 때문에 그를 시기하고 질투했다. 예종이 즉위한 지 얼마 안 된 1468년(세조 14년, 예종 원년) 어떤 사람이 그가 공주와 간음하였다고 소문을 날조하여 곤욕을 치렀는데, 그해 숙직을 서면서 혜성이 나타난 것을 보고 “묵은 것을 없애고 새것이 들어설 징조”라고 했다. 이것을 엿들은 유자광은 그가 영의정 강순 등과 모여 역모를 꾸민다고 모함하여 하옥되었다. 남이는 장인 권람의 친구들인 대신들에게 구명을 요청했지만 한명회와 신숙주는 이를 들어주지 않고 외면하였다. 권람의 아들들은 누이가 일찍 죽어서 예종 초 남이 집안과 아무런 관련도 교류도 없음을 들어 극적으로 멸문지화를 면하였다. 1468년 10월 27일 남이는 군기감 앞 저자거리에서 강순 등과 함께 효수당했다. 또한 그를 변호하던 조숙(趙淑) 등도 처형당했고, 그가 역모의 누명을 쓰고 처형되자 그의 모친 역시 연좌되어 상중에 고기를 먹고, 아들인 그와 간통하였다는 죄로 능지처사되었다.

### 사후
이 사건은 임진왜란 이전까지는 역모 사건이라고 인식되었지만, 그 이후 일부 야사에서는 유자광의 모함으로 날조된 옥사라고 규정하고 남이를 젊은 나이에 누명을 쓰고 억울하게 죽은 인물로 기술하고 있다는 점이 주목된다. 남이의 옥을 날조 사건으로 기록한 대표적인 책은 연려실기술인데 여기에는 유자광의 계략에 의한 것으로 되어 있다. 중종 때 조광조(趙光祖) 등에 의해 억울하게 희생된 점이 감안되어 복권 여론이 조성되었으나 기묘사화로 조광조 등이 숙청되면서 실패로 돌아갔다. 유자광에 의한 2차례의 처절한 사화로 유자광에 대한 사림의 평가가 극도로 절하됨으로써 남이의 역모는 억울한 누명으로 둔갑하게 되었다.
1818년(순조 18) 우의정 남공철의 주청으로 강순과 함께 관작이 복구되었다. 묘소는 경기도 화성시 비봉면 남전리에 있으며 창녕의 구봉서원(龜峯書院), 서울 용산의 용문사(龍門祠) 및 서울 성동의 충민사(忠愍祠)에 배향되었다.
백두산 돌은 칼을 갈아 다 없애리라

두만강 물은 말이 먹여 없애니

남아 이십에 나라를 평정하지 못하면

후세에 누가 대장부라 일컬으리오

그의 시 중에 “백두산 돌은 칼을 갈아 다 없애리라. 남자 20세에 나라를 평안히 못하면 후에 누가 대장부라 하리요.”라고 읊은 시가 유명하다. 후에 그의 이 시는 봉기나 데모대의 홍보물에 주로 이용되었다.
일제강점기에서 해방된 뒤 반탁시위에 김구(金九)는 친필로 6.23 반탁데모에 장군 남이가 지은 '남아 이십세에 나라를 평정하지 못한다면/후에 누가 대장부라 이르리'라는 시를 선사하여 격려하였다.

## 가족 관계
- 증조부 : 남경문(南景文, 1370년 - 1395년/1403년(?))
- 할아버지 : 남휘(南暉, ? ~ 1454년)
- 할머니 : 태종 이방원의 넷째 딸 정선공주(貞善公主)
  - 숙부 : 남붕(南人+朋)
  - 아버지 : 남빈(南份)
    - 부인 : 안동 권씨 - 좌의정 권람(權擥)의 딸
      - 딸 : 남구을금(南求乙金[12], 한명회(韓明澮)의 노비로 갔다.)

    - 첩 : 탁씨, 탁문아(卓文兒[12], 신운(申雲)의 노비로 갔다.)
    - 첩 : 이덕(李德[12], 밀성군(密城君) 이침(李琛)의 노비로 갔다.)

## 전해오는 이야기

### 축령산 전설
한국의 축령산은 경기도 남양주시 수동면과 가평군 상면 경계에 있는 축령산(886m)과 전라남도 장성과 전북 고창의 경계에 있는 축령산(620.5m)이 있는데 경기도 남양주시에 있는 축령산 이름의 유래는 남이와 관련된 것이다. 축령산에는 남이가 어릴 적 무예를 닦았다는 남이바위가 있고 정상에서 동쪽 방향으로 경기도 가평의 남이섬과 더불어 남이 장군 유래설이 근거가 빈약하지 않다.
유자광의 거짓 고변을 들은 예종이 스물여덟의 남이를 '거열형(車裂刑)'이라는 사지가 잘려나가는 형벌로 참혹하게 죽이자 이 지역 사람들이 그 영혼을 위로하고자 남이와 관련이 있는 이 산을 축령산으로 이름 지었다는 것이다. 잘 알려져 있지 않았지만 남이 장군 유래설이 더 친근감이 간다. 이밖에도 축령산에는 남이 장군이 무예를 닦았다는 남이바위가 있다.

### 남이 장군 묘소
경기도 화성시 비봉면 남전리에는 분명히 남이 묘소가 존재하는데 강원도 춘천의 남이섬에 가보면 남이섬의 이름이 유래된 남이장군의 묘소를 찾아 볼 수 있다. 역모를 꾀한다는 유자광의 모함으로 능지처참(거열형) 당한 남이 장군은 이곳 어딘가에 묻혔다는 전설이 전해져 온다. 전설에 담겨 전해져오는 돌무더기가 있어 이를 흙으로 덮어 봉분을 만들고 치장한 게 현재의 남이장군묘라 하는데 실제 남이 장군이 묻혀 있는지는 확인할 수 없다. 반역을 꾀하였던 무리들을 섬멸했다는 경상북도 영양의 '남이포'와 경기도 용인시 구성지역의 '남씨 가문에 내려오는 아기장군'에 대한 얘기도 남이 장군과 얽혀있다. 이렇듯이 현재 한국에는 남이에 대한 전설이 많다. 그만큼 스물여덟의 꽃다운 나이에 죽은 남이에 대한 안타까움이 설화같은전설이 되어 전해 내려오는 것이다.

### 무에서의 남이
박시백 화백의 역사만화 《조선왕조실록》에 의하면, 남이 장군이 청년 시절에 처녀를 괴롭히는 악한 귀신을 보고 쫓아내었다는 이야기가 있으며, 전설에 따라 귀신, 지네 등 다양한 상대를 한 것으로 전한다. 무속에서 남이 장군은 무당이 섬기는 장군신 중 한 분이다.

### 아기장수 설화
조선 초기의 명장 남이에 관한 인물전설로 《연려실기술》 · 《청야만집(靑野謾集)》 · 《대동기문(大東奇聞))에 문헌자료가 전해지고 있으며, 구전설화도 전국에 걸쳐 분포되어 있다. 문헌자료는 순수설화라기보다 여러 문집에 소재하여 있는 남이에 관한 기록을 인용한 것으로서 모두 같은 내용이다. 특기할 것은 《연려실기술》중 《국조기사(國朝記事)》의 자료를 인용한 남이의 결혼과정은 현재 구전되는 설화와 같은 것으로 보아 민간 전승을 기록한 것으로 볼 수 있다.

## 기타

### 가족 관계
그의 장인 권람은 한명회, 신숙주의 옛 동료이자 후일 계유정난과 세조반정을 함께 거사하던 동지였다. 그러나 부인 권씨가 일찍 죽고, 장인 권람도 1465년에 일찍 죽었으므로 그를 지원해 줄 인물이 없었다. 권람, 태종과는 이중 인척관계로 남이는 태종의 딸 정선공주의 손자이며, 장인 권람의 숙부 권규(權侊)는 태종의 다섯째 딸인 경안공주와 결혼하여 그 아들 권총은 태종의 외손이자, 그에게는 외종이모부가 된다. 김문기와도 사돈간으로 권총의 손녀 권영금은 김문기의 아들 김현석의 부인이다.

### 첩 탁문아
기생 출신 첩 탁문아(卓文兒)는 궁궐에서 베풀던 연회에도 나간 적이 있으므로 흥양군 신운은 그를 집안 노비로 부릴 수 없다 하여 관비로 정속되었다.
흥양군(興陽君) 신운(申雲)이 아뢰기를,
“전일(前日)에 하사받은 난신(亂臣) 남이의 첩 탁문아는 어전(御前)에서 정재(呈才)를 하던 자이므로, 신이 감히 가비(家婢)로써 부릴 수가 없습니다. 또 이 앞서 기생(妓生) 월중매(月中梅)와 초요갱(楚腰䡖) 등이 난신의 첩들로서 모두 다 본역(本役)에 그대로 정속(定屬)되었으니, 청컨대 이를 개정(改定)하소서.”
하니, 의금부와 장례원에 전지하기를,
“신운에게 하사해 준 기생 탁문아는 그대로 진해(鎭海) 관비(官婢)로 정속하라.”
하였다.

## 관련 작품

### 드라마
- 《설중매》 (MBC, 1984년~1985년 배우:윤순홍)
- 《한명회》 (KBS, 1994년~1994년 배우:김경응)
- 《왕과 비》 (KBS, 1998년~2000년 배우:정의갑)
- 《인수대비》 (JTBC, 2011년~2012년 배우:지승현)

### 영화
- 《남이 장군》 (1964년 배우:신영균)

## 같이 보기
| - 남이 장군 사당제 - 태종 - 세종 - 세조 - 예종 - 귀성군 준 - 유자광 - 한명회 - 신숙주 - 권람 - 남이섬 - 축령산 (경기) - 법화산 (경기) - 김종서 - 이종무 - 조경치 - 황보 인 - 남곤 | - 여진족 - 사육신 - 이시애의 난 - 이징옥의 난 - 남이의 옥사 - 이시애 - 이징옥 - 강순 - 문효량 - 변영수 - 변자의 - 고복로 - 어유소 - 오치권 - 조광조 - 이억 - 이계동 | - 정선공주 - 영순군 - 남치신 - 임사홍 - 홍여공 - 윤필상 - 이지방 - 이준경 - 조광조 - 남공철 |